# Masanori Tsuji
Masanori Tsuji (japanisch 辻 昌憲; * 24. März 1946 in Ueno (Tokio); † 12. August 1985) war ein japanischer Radrennfahrer.

## Sportliche Laufbahn
Masanori Tsuji war im Straßenradsport und im Bahnradsport aktiv. Er war Teilnehmer der Olympischen Sommerspiele 1964 in Tokio. Im olympischen Straßenrennen kam er nicht ins Ziel.
Bei den Asienspielen 1966 in Bangkok gewann er die Goldmedaille im Rennen über 10 Kilometer auf der Bahn. Später wurde er Sportdirektor im Radsportteam Shimano Racing Team.